# 読む将
読む将（よむしょう）
将棋の楽しみ方として、将棋を「指す」ことに加えて、公開対局やネット中継などで観戦する「観る将」や、将棋に関するドキュメントやフィクションを通じた「読む将」が提唱されるようになった。「読む将」の対象は、観戦記や棋士・対局に関するエッセイなどに加えて、文学、マンガなどに及ぶ。

## 背景
将棋に関する著作として、江戸時代では、将棋家元などによる棋力向上のための棋書の他に、「へぼ将棋 王より飛車をかわいがり」といった川柳などもよく知られている。近代以降では、明治になって萬朝報、國民新聞、時事新報などの新聞で、詰将棋、棋戦の棋譜や観戦記などの掲載がされるようになり、1908年（明治41年）大阪朝日新聞紙上に掲載された関根金次郎と坂田三吉の対戦は人気を呼び、『将棊新報』でも様々な文章が掲載された。昭和になると名人戦などのタイトル戦で作家による観戦記も書かれ、将棋を題材にした小説、エッセイ、マンガなども多数発表された。
羽生善治の七冠達成や藤井聡太の活躍による将棋ブームが起き、2010年頃からニコニコ生放送での将棋電王戦や、ABEMA 将棋チャンネルなどでのインターネット中継による「観る将」が一般化し始める。大崎善生『聖の青春』、瀬川晶司『泣き虫しょったんの奇跡』、羽海野チカ『3月のライオン』などの作品は映画化もされ話題を呼んだ。

## 企画・イベント
- スポーツ雑誌『Number』2020年9月27日号、2021年1月21日号、2022年2月3日号などで、将棋特集が組まれた。
- 文春MOOKで『文春将棋 読む将棋2021』(2021年)、『文春将棋 読む将棋2022』(2022年)発売。
- 日本将棋連盟関西将棋会館の2020年「第46回将棋の日オンラインver.」にて「読む将、秋のおすすめ本コーナー」を開設し、将棋に関する書籍を紹介した。
- オンライン書店hontoにて、西上心太によるブックツリー「藤井フィーバーに乗り遅れるな！珠玉の「読む将」ブックガイド　リアル篇」「藤井フィーバーに乗り遅れるな！珠玉の「読む将」ブックガイド　小説篇」を掲載（2021年）
- 東京都町田市の町田市民文学館ことばらんどで、2022年に「将棋作品をひもとく！“読む将”のススメ展」を開催。幸田露伴以来の近代以降の将棋を題材とした小説、俳句、短歌、ノンフィクションなどの文学作品やマンガ、および作家たちの将棋との関わりを表す資料を展示、また作家の芦沢央と棋士の佐々木大地の対談や、講演会などを開催。ポスターには山本崇一朗『それでも歩は寄せてくる』が使われた。

## 注
1. ↑  岡本嗣郎『孤高の棋士 坂田三吉伝』集英社 2000年
2. ↑  将棋講座ドットコム「【将棋用語】観る将」